# Stephanie Madea
Stephanie Madea, eigentlich Stephanie Bösel, (* 5. Mai 1977 in Bremen) ist eine deutsche Schriftstellerin. Ihre Werke sind in den Genres Liebesroman, Paranormal Romance, Romantik Thriller und Erotik anzusiedeln. Außer unter ihrem Pseudonym schreibt sie auch noch unter ihrem Geburtsnamen Schreibratgeber und unter weiteren Pseudonymen Psychothriller und Erotik.

## Leben
Stephanie Madea wuchs in Delmenhorst auf, erhielt ihren staatlich geprüften Abschluss zur Wirtschaftsassistentin in Fremdsprachen und Korrespondenz, ließ sich zur Speditionskauffrau mit Handelskammerabschluss ausbilden und erlangte den Titel einer staatlich geprüften Immobilienmaklerin-IMI.
Nach mehrjähriger Berufstätigkeit im In- und Ausland arbeitete sie unter anderem als freie Schriftstellerin, Verlagslektorin und Korrektorin.
Neben ihrem Hauptberuf arbeitet sie als freie Schriftstellerin in einem kleinen Dorf in den Bergen Zyperns.

## Künstlerisches Schaffen
Stephanie Madeas erster veröffentlichter Roman war Sklave des Blutes, der 2011 im Sieben Verlag als Taschenbuch und E-Book erschien. Band 2 Schwur des Blutes und Band 3 Schicksal des Blutes der Night Sky-Trilogie folgten 2012 und machten Stephanie Madea bekannt. Eine Paranormal Romance Trilogie über die Macht der Liebe und der Freundschaft, die alle Hindernisse des Lebens zu bewältigen vermag. Mit Lyon (2012) folgte ein weiterer paranormaler Vampir-Liebesroman im Sieben Verlag, der 1. Band der A.M.O.R.-Reihe.
Unter ihrem Realnamen schrieb Madea mit ihrer Kollegin den Schreibstilratgeber II, der unter anderem in der Leser-Welt und im Autorenforum „The Tempest“ von Ramona und Thomas Roth-Berghofer besprochen wurde. Sowie Band II erschien auch der Schreibstilratgeber III 2011 im Sieben Verlag und wurde unter anderem in der Leser-Welt rezensiert.
Seit 2012 gehören auch Erotik-Romane und Thriller zu Madeas Repertoire. 2013 wurde der 1. Band der Romantic Thrill Moonbow-Dilogie Auge um Auge im bookshouse-Verlag veröffentlicht. Der 2. Band Hand in Hand erschien im Sommer 2014. Im Juli 2015 erscheint der Auftakt Kein Millionär für mich der unabhängigen Liebesromanreihe „Gefährliche Hingabe“.

## Veröffentlichungen

### Romane
- Sklave des Blutes (Night Sky, Band 1), Sieben-Verlag, 2011, ISBN 978-3-941547-35-3
- Schwur des Blutes (Night Sky, Band 2), Sieben-Verlag, 2012, ISBN 978-3-86443-042-8
- Schicksal des Blutes (Night Sky, Band 3), Sieben-Verlag, 2012, ISBN 978-3-86443-092-3
- Lyon (A.M.O.R., Band 1), Sieben-Verlag, 2012, ISBN 978-3-86443-087-9
- Auge um Auge (Moonbow, Band 1), bookshouse-Verlag, 2013, ISBN 978-9963-722-30-3
- Hand in Hand (Moonbow, Band 2), bookshouse-Verlag, 2014, ISBN 978-9963-52-295-8
- Kein Millionär für mich (Gefährliche Hingabe, Band 1), bookshouse-Verlag, 2015, ISBN 978-9963-53-072-4

### Schreibstilratgeber
erschienen unter ihrem Realnamen Stephanie Bösel
- Schreibstilratgeber II Saubere Perspektiven und klare Sicht auf falsche Brüder und andere Stolpersteine, Sieben-Verlag, 2011, ISBN 978-3-941547-40-7
- Schreibstilratgeber III Konjunktiv und Kollegen sowie Frau Stilvoll lassen herzlich grüßen ..., Sieben-Verlag, 2011, ISBN 978-3-941547-41-4